# Balokovićev pokal 1927./28.
Balokovićev pokal 1927./28. bilo je nogometno kup natjecanje koje je organizirao Zagrebački nogometni podsavez. Natjecanje je započelo u studenom 1927. godine utakmicama 1. kruga, a završilo 19. veljače 1928. godine završnom utakmicom. Građanski je po drugi put osvojio srebrni pehar, dar proslavljenog hrvatskog violinista Zlatka Balokovića.

## Rezultati

### 3. krug (osmina završnice)
| Datum              | Grad   | Momčad 1    | Momčad 2 | rezultat |
| ------------------ | ------ | ----------- | -------- | -------- |
| 14. siječnja 1928. | Zagreb | Concordia   | Šparta   | 8:0      |
| 14. siječnja 1928. | Zagreb | Građanski   | Slaven   | 3:0      |
| 14. siječnja 1928. | Zagreb | Derby       | Maksimir | 7:1      |
| 14. siječnja 1928. | Zagreb | HAŠK        | Sava     | 6:0      |
| 14. siječnja 1928. | Zagreb | Croatia     | Mesarski | 5:1      |
| 14. siječnja 1928. | Zagreb | Željezničar | Ferraria | 9:2      |
| 14. siječnja 1928. | Zagreb | Viktorija   | Pekarski | 7:3      |

### Četvrtzavršnica
| Datum              | Grad   | Momčad 1  | Momčad 2    | rezultat |
| ------------------ | ------ | --------- | ----------- | -------- |
| 29. siječnja 1928. | Zagreb | Građanski | Derby       | 7:1      |
| 29. siječnja 1928. | Zagreb | Concordia | Željezničar | 5:0      |
| 29. siječnja 1928. | Zagreb | Viktorija | Croatia     | 3:2      |
| 29. siječnja 1928. | Zagreb | HAŠK      | Poštanski   | 12:2     |

### Poluzavršnica
| Datum              | Grad   | Momčad 1  | Momčad 2  | rezultat |
| ------------------ | ------ | --------- | --------- | -------- |
| 13. veljače 1928.  | Zagreb | Građanski | HAŠK      | 2:2 *    |
| 29. siječnja 1928. | Zagreb | Viktorija | Concordia | 3:2      |

* Građanski se u završnicu plasirao ždrijebom

### Završnica
| Datum             | Grad   | Momčad 1  | Momčad 2  | rezultat |
| ----------------- | ------ | --------- | --------- | -------- |
| 19. veljače 1928. | Zagreb | Građanski | Viktorija | 5:1      |

## Zanimljivo
Utakmica poluzavršnice Građanski - HAŠK nastavljena je šest dana kasnije, 19. veljače 1928., na dan odigravanja završne utakmice. Utakmica je završila rezultatom 2:2, te je ždrijeb odlučio o plasmanu u završnicu kupa.